# بدو پسر بدو
بدو پسر بدو، تک آهنگی از وودکید است که در آلبوم «عصر طلایی» منتشر شد. این آهنگ در ۲۰۱۱ ضبط شد اما در ۲۱ می ۲۰۱۲ منشر شد.
این آهنگ در فیلم، سریال، بازی و برنامه‌هایی چون کیش یک آدم‌کش ۳، عطش مبارزه: اشتعال، جام جهانی فوتبال ۲۰۱۴، رویدادنامه شانارا، بی‌بی‌سی اسپورت، ناهمتا (فیلم ۲۰۱۴) ،حکومت (مجموعه تلویزیونی) ،دکتر هو ،تین ولف ،دایینگ لایت ،دونده مارپیچ، رقص با ستارگان و... پخش شده است.

## ریمیکس‌ها (آلبوم چندآهنگه) ی بدو پسر بدو
این مجموعه نیز در ۲۰۱۲ منتشر شد که شامل آهنگ اصلی و ۳ ریمیکس آن می‌باشد.